# 太海車站

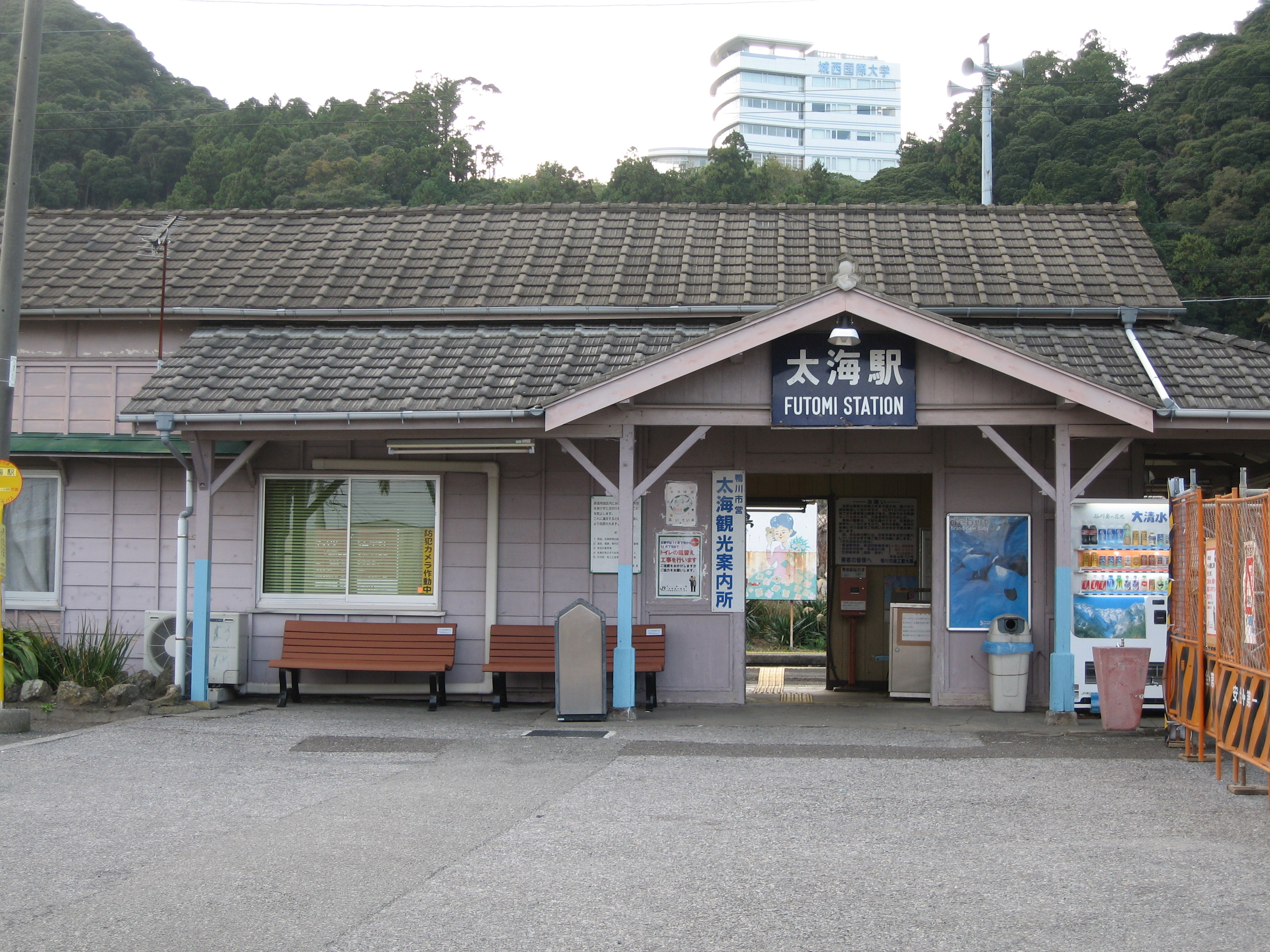
站房舊觀

太海車站（日语：／ Futomi eki */?）位於日本千葉縣鴨川市，為東日本旅客鐵道內房線的鐵路車站。1924年7月25日啟用，目前為簡易委託站，由安房鴨川車站管理。

## 車站構造
對向式月台1面2線的地面車站，站房設於1號月台側，月台間以天橋連接。站房以木搭建而成，非常古老，現在整個站房已被重新塗裝。
本站為簡易委託站，剪票口只設有簡易Suica剪票機。車站設有男女獨立的沖洗式廁所。
2010年（平成22年）2月10日引入外房線PRC型自動廣播系統（雖然屬於內房線沿線車站，但卻是由外房線的中控中心負責管理）。

### 月台配置
| 月台 | 路線    | 方向 | 目的地                 |
| ---- | ------- | ---- | ---------------------- |
| 1    | ■內房線 | 上行 | 館山、木更津、千葉方向 |
| 2    | ■內房線 | 下行 | 安房鴨川方向           |

（來源：JR東日本:車站構內圖（页面存档备份，存于））
- 月台只能停靠10節編組列車。

## 使用情況
2018年（平成30年）度1日平均上車人次為63人。
根據JR東日本與千葉縣統計年鑑，近年1日平均上車人次推移如下表。
| 年度               | 1日平均 上車人次 | 來源     |
| ------------------ | ---------------- | -------- |
| 1990年（平成02年） | 240              | [ * 1 ]  |
| 1991年（平成03年） | 183              | [ * 2 ]  |
| 1992年（平成04年） | 193              | [ * 3 ]  |
| 1993年（平成05年） | 226              | [ * 4 ]  |
| 1994年（平成06年） | 213              | [ * 5 ]  |
| 1995年（平成07年） | 199              | [ * 6 ]  |
| 1996年（平成08年） | 146              | [ * 7 ]  |
| 1997年（平成09年） | 139              | [ * 8 ]  |
| 1998年（平成10年） | 133              | [ * 9 ]  |
| 1999年（平成11年） | 126              | [ * 10 ] |
| 2000年（平成12年） | 121              | [ * 11 ] |
| 2001年（平成13年） | 110              | [ * 12 ] |
| 2002年（平成14年） | 100              | [ * 13 ] |
| 2003年（平成15年） | 95               | [ * 14 ] |
| 2004年（平成16年） | 86               | [ * 15 ] |
| 2005年（平成17年） | 81               | [ * 16 ] |
| 2006年（平成18年） | 83               | [ * 17 ] |
| 2007年（平成19年） | 77               | [ * 18 ] |
| 2008年（平成20年） | 65               | [ * 19 ] |
| 2009年（平成21年） | 87               | [ * 20 ] |
| 2010年（平成22年） | 101              | [ * 21 ] |
| 2011年（平成23年） | 72               | [ * 22 ] |
| 2012年（平成24年） | 69               | [ * 23 ] |
| 2013年（平成25年） | 64               | [ * 24 ] |
| 2014年（平成26年） | 65               | [ * 25 ] |
| 2015年（平成27年） | 67               | [ * 26 ] |
| 2016年（平成28年） | 67               | [ * 27 ] |
| 2017年（平成29年） | 81               | [ * 28 ] |
| 2018年（平成30年） | 63               |          |

## 交通

### 鴨川市公車
| 路線名           | 主要經過地點                       | 目的地     | 經營業者                   | 備註 |
| ---------------- | ---------------------------------- | ---------- | -------------------------- | ---- |
| 鴨川市内、館山線 | 仁右衛門島入口、御花畑、南三原站前 | 館山車站   | 鴨川日東客運、館山日東客運 |      |
| 鴨川市内、館山線 | 鴨川松島、鴨川車站、龜田醫院       | 天津車站   | 鴨川日東客運、館山日東客運 |      |
| 南路線           | 曾呂國小                           | 曾呂終點   | 鴨川市社區公車             |      |
| 南路線           | 橫豬、鴨川車站西口、友誼中心       | 鴨川車站前 | 鴨川市社區公車             |      |

## 車站周邊
有站前廣場及一些商店。
- 仁右衛門島（日语：仁右衛門島）（新日本百景之一）
- 太海花卉中心（日语：太海フラワーセンター）
- 鴨川松島（日语：鴨川松島）
- 曾呂溫泉
- 太海海水浴場
- 千葉縣立鴨川青年之家
- 太海郵局
- 國道128號
- 太海望洋之丘（太海多用途公益用地）
  - 城西國際大學安房校區（觀光學部）
  - 早稻田大學鴨川研討會之屋
  - 合併紀念公園

## 歷史
- 1924年（大正13年）7月25日－本站開業。
- 1985年（昭和60年）6月22日－鴨川市開始代管車站，並代售本站車票[2]。
- 1987年（昭和62年）4月1日－國鐵分割民營化，本站由東日本旅客鐵道接手經營。
- 2009年（平成21年）3月14日－引入智能卡系統Suica，同時本站被納入東京近郊區間。

## 相鄰車站
東日本旅客鐵道
■內房線
江見－太海－安房鴨川

### 使用情況
1. ↑  千葉県統計年鑑 （页面存档备份，存于） - 千葉県
2. ↑  鴨川市統計書 （页面存档备份，存于） - 鴨川市

JR東日本2000年度以後上車人次
1. ↑  各駅の乗車人員（2000年度） （页面存档备份，存于） - JR東日本
2. ↑  各駅の乗車人員（2001年度） （页面存档备份，存于） - JR東日本
3. ↑  各駅の乗車人員（2002年度） （页面存档备份，存于） - JR東日本
4. ↑  各駅の乗車人員（2003年度） （页面存档备份，存于） - JR東日本
5. ↑  各駅の乗車人員（2004年度） （页面存档备份，存于） - JR東日本
6. ↑  各駅の乗車人員（2005年度） （页面存档备份，存于） - JR東日本
7. ↑  各駅の乗車人員（2006年度） （页面存档备份，存于） - JR東日本
8. ↑  各駅の乗車人員（2007年度） （页面存档备份，存于） - JR東日本
9. ↑  各駅の乗車人員（2008年度） （页面存档备份，存于） - JR東日本
10. ↑  各駅の乗車人員（2009年度） （页面存档备份，存于） - JR東日本
11. ↑  各駅の乗車人員（2010年度） （页面存档备份，存于） - JR東日本
12. ↑  各駅の乗車人員（2011年度） （页面存档备份，存于） - JR東日本
13. ↑  各駅の乗車人員（2012年度） （页面存档备份，存于） - JR東日本
14. ↑  各駅の乗車人員（2013年度） （页面存档备份，存于） - JR東日本
15. ↑  各駅の乗車人員（2014年度） （页面存档备份，存于） - JR東日本
16. ↑  各駅の乗車人員（2015年度） （页面存档备份，存于） - JR東日本
17. ↑  各駅の乗車人員（2016年度） （页面存档备份，存于） - JR東日本
18. ↑  各駅の乗車人員（2017年度） （页面存档备份，存于） - JR東日本
19. ↑  各駅の乗車人員（2018年度） （页面存档备份，存于） - JR東日本

千葉縣統計年鑑
1. ↑  .   [2020-05-17]. （原始内容存档于2020-01-08）.
2. ↑  .   [2020-05-17]. （原始内容存档于2020-01-08）.
3. ↑  .   [2020-05-17]. （原始内容存档于2020-01-08）.
4. ↑  .   [2020-05-17]. （原始内容存档于2020-01-08）.
5. ↑  .   [2020-05-17]. （原始内容存档于2020-01-08）.
6. ↑  .   [2020-05-17]. （原始内容存档于2020-01-08）.
7. ↑  .   [2020-05-17]. （原始内容存档于2020-01-08）.
8. ↑  .   [2020-05-17]. （原始内容存档于2020-01-08）.
9. ↑  .   [2020-05-17]. （原始内容存档于2020-01-08）.
10. ↑  .   [2020-05-17]. （原始内容存档于2017-09-30）.
11. ↑  .   [2020-05-17]. （原始内容存档于2017-09-30）.
12. ↑  .   [2020-05-17]. （原始内容存档于2017-09-30）.
13. ↑  .   [2020-05-17]. （原始内容存档于2017-09-30）.
14. ↑  .   [2020-05-17]. （原始内容存档于2017-09-30）.
15. ↑  .   [2020-05-17]. （原始内容存档于2017-09-30）.
16. ↑  .   [2020-05-17]. （原始内容存档于2020-01-08）.
17. ↑  .   [2020-05-17]. （原始内容存档于2020-01-08）.
18. ↑  .   [2020-05-17]. （原始内容存档于2020-01-08）.
19. ↑  .   [2020-05-17]. （原始内容存档于2017-08-30）.
20. ↑  .   [2020-05-17]. （原始内容存档于2017-08-30）.
21. ↑  .   [2020-05-17]. （原始内容存档于2017-08-30）.
22. ↑  .   [2020-05-17]. （原始内容存档于2017-08-30）.
23. ↑  .   [2020-05-17]. （原始内容存档于2017-08-30）.
24. ↑  .   [2020-05-17]. （原始内容存档于2017-08-11）.
25. ↑  .   [2020-05-17]. （原始内容存档于2017-08-11）.
26. ↑  .   [2020-05-17]. （原始内容存档于2017-08-11）.
27. ↑  .   [2020-05-17]. （原始内容存档于2020-04-24）.
28. ↑  .   [2020-05-17]. （原始内容存档于2020-04-24）.

## 外部連結
- 車站資訊（太海）：東日本旅客鐵道

35°4′54.7″N 140°5′46.4″E / 35.081861°N 140.096222°E